# Cathédrale protestante de Riga
Cette  cathédrale ne doit pas être confondue avec une autre cathédrale de Riga.
La  cathédrale de Riga ou cathédrale du Dôme de Riga est la cathédrale protestante de Riga, en Lettonie. Elle est construite à proximité de la Daugava, et est considérée comme la plus grande des églises médiévales des pays baltes. La cathédrale est située dans le vieux Riga sur la place du Dôme. L'ancien monastère du Dôme abrite aujourd'hui le musée d'histoire de Riga et de la navigation (fondé en 1773).
Construite au début du XIIIe siècle, elle connut de multiples modifications au cours de son histoire. Elle comprend un remarquable orgue de 6 768 tuyaux, construit en  1882-1883 par Eberhard Friedrich Walcker.

## Historique
La première pierre a été posée le 25 juin 1211, lors de la cérémonie dirigée par l’évêque Albert. La cathédrale dans son état actuel a été édifiée en 1215 après l'incendie ayant détruit le premier bâtiment. Lors de cette reconstruction on a gardé la pierre naturelle uniquement dans les angles, en la remplaçant partout ailleurs par des briques. 
En 1226, l'évêque Guillaume de Modène a tenu un conseil dans la cathédrale nouvellement reconstruite. On suppose que le premier Dôme devait s'inscrire dans les formes architecturales d'une basilique, mais que le temps a modifié petit à petit ces plans. À la fin du XIVe et début du XVe siècle, on a agrandi l'ensemble par la construction de la croix-ouest de la nef et élevé des parois latérales de la nef centrale. Deux chapelles latérales ont également été ajoutées ainsi que la flèche pyramidale octogonale. On aperçoit cette pointe de 140 mètres sur la plus vieille représentation du Dôme par Sébastien Munster (1559). 
En 1547, la veille de la Pentecôte, un incendie détruit le clocher gothique de la cathédrale. Une nouvelle tour avec une flèche pyramidale et deux galeries ont été construites vers 1595.
En 1709, lors de la crue de la Daugava la cathédrale a été inondée à hauteur d'homme. Le même incident a eu lieu en 1744. 
La cathédrale subit de nouveau dommages lors du siège de 1710 par les troupes du tsar Pierre le Grand.
En 1772, après la fin des enterrements dans la cathédrale de Riga, le niveau du sol du bâtiment a été relevé.
En 1775, la Mairie de Riga, sur la base des conclusions d’ingénieurs de l’époque, a ordonné la démolition d’une partie de la tour et la construction de la tour baroque toujours visible de nos jours.
De 1881 à 1914, la Société des chercheurs de l’Histoire et de l’Antiquité de Riga a effectué des restructurations et des travaux de rénovation de l’église et du cloître. À la suite de ces travaux, la cathédrale et le cloître ont acquis leur aspect actuel.
L'année 1883 fut marquée par l’inauguration de l’orgue Walcker alors considéré comme le plus grand instrument à tuyaux du monde (cent-vingt-quatre jeux) remplaçant celui datant du XVIe siècle. À cette occasion fut jouée la pièce Choral Nun Danket alle Gott écrite par Franz Liszt inspirée par un poème de Herder. 
De 1959 à 1962, sous le régime soviétique, le Dôme de Riga a été transformée en une salle de concert – l’autel a été démonté et des sièges ont été installés pour faire face à l’orgue qui à son tour a été restauré en 1981-1984 par Flentrop Orgelbouw Zaandam.
En même temps, on a rénové la couverture de cuivre de la tour ainsi que les grilles des deux galeries. On a également placé un nouveau coq sur la flèche. Un système d’extinction automatique d’incendie et une climatisation ont été installés.

Parmi les anciens vestiges on compte deux statues en bois du XVe siècle représentant la vierge Marie et Adam et Eve ainsi que le premier coq (1595) conservé dans le cloître de la cathédrale. Le niveau du sol autour de la cathédrale au fil des siècles s'est trouvé rehaussé au point qu'on doit descendre de 16 marches vers l'entrée, alors qu'à l'époque c'était un escalier montant qui y menait.

## Galerie de photos

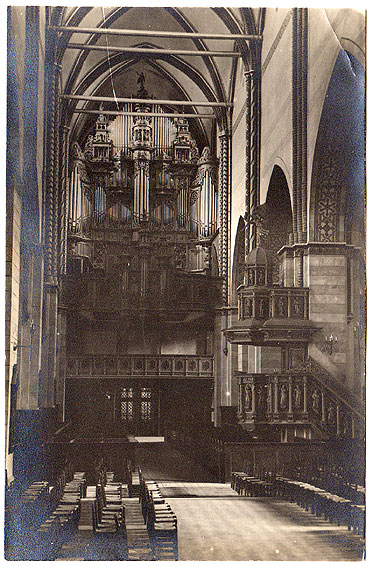
Orgue du Dôme
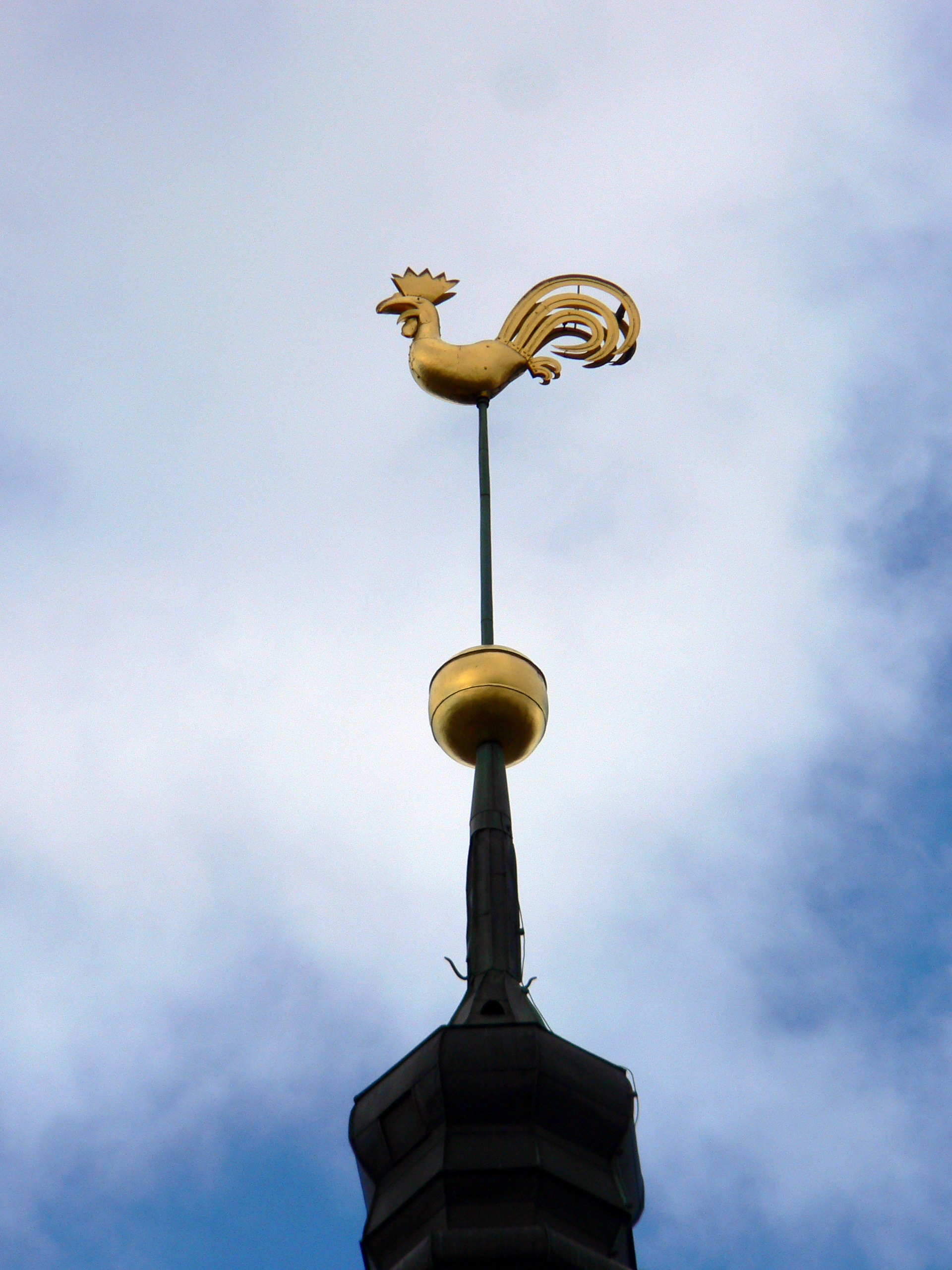
le coq (2006)
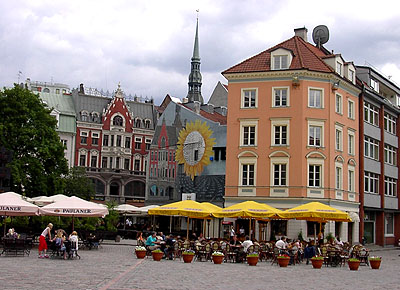
vue sur la place du Dôme
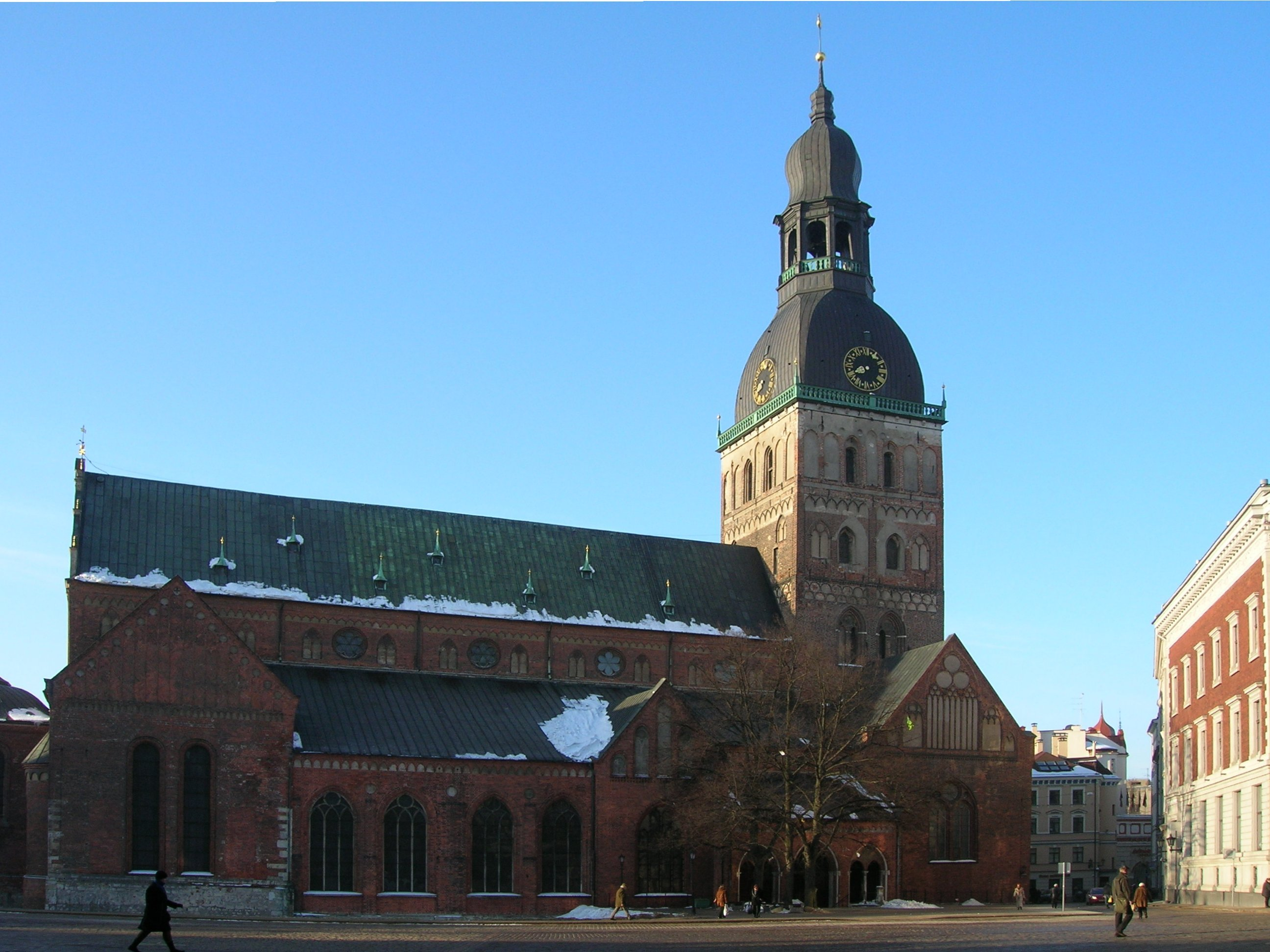
Cathédrale et la place du Dôme
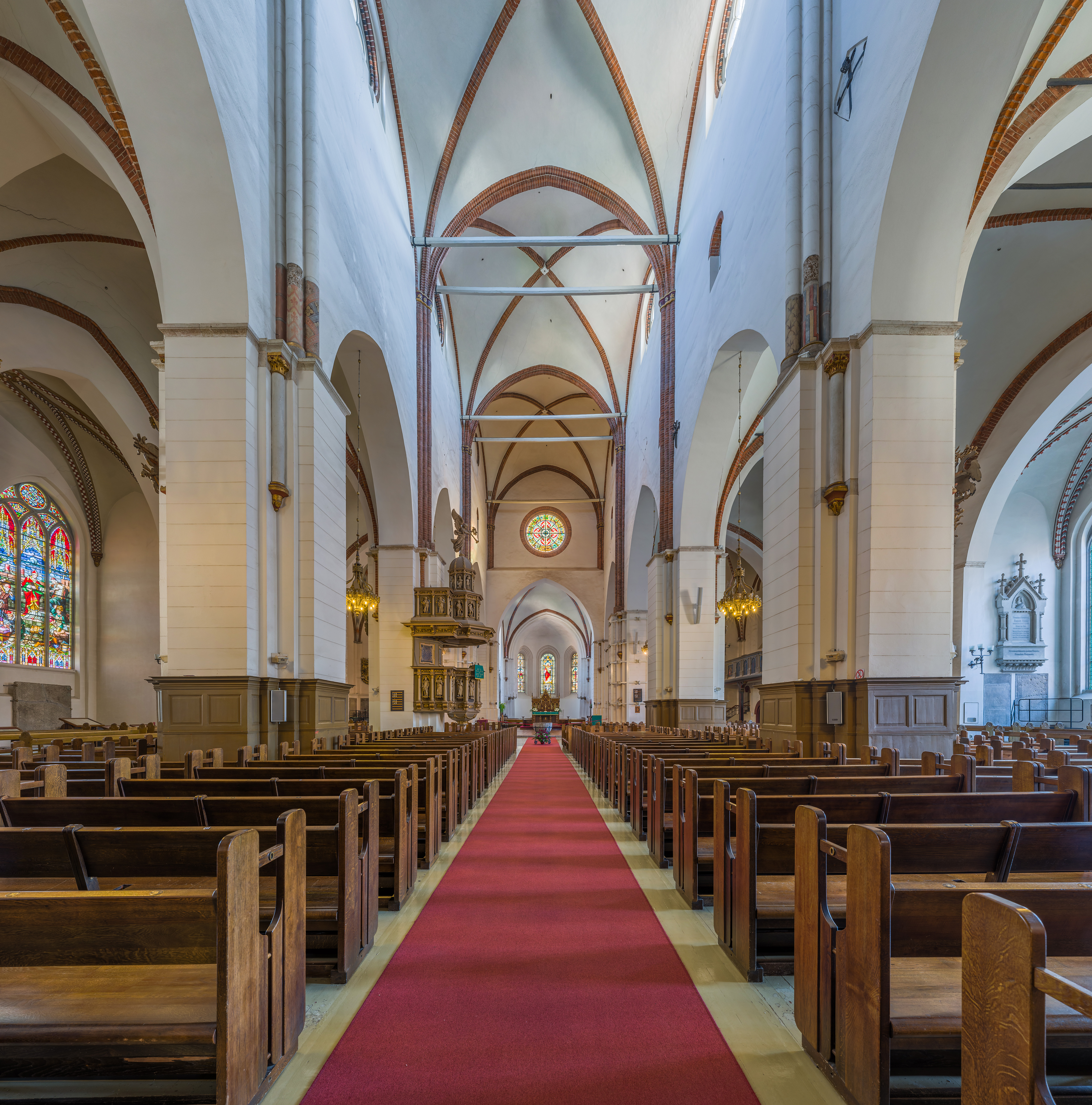
Dans la cathédrale protestante de Riga. Photo septembre 2014.